# فال دي مادالوني
فال دي مادالوني (بالإيطالية: Valle di Maddaloni) هي كومونا يبلغ عدد سكانها 2661 نسمة في مقاطعة كزرتة في منطقة كمبانية الإيطالية، وتقع على بعد 30 كيلومترًا (19 ميلًا) شمال شرق نابولي و7 كيلومترات (4 ميل) شرق كزرتة.